# Wiesenreith
Wiesenreith ist eine Ortschaft und eine Katastralgemeinde der Gemeinde Waldhausen im Bezirk Zwettl in Niederösterreich. Die Ortschaft hat 53 Einwohner (Stand 1. Jänner 2024).

## Geschichte
Der Ort wird 1180 zum ersten Mal schriftlich als de Wisenrut erwähnt.
Im Jahr 1822 wurde der Ort als Dorf mit 27 Häusern genannt, das nach Niedernondorf eingepfarrt war, wohin auch die Kinder eingeschult wurden. Die Herrschaft Rastenberg besaß die Ortsobrigkeit, die Herrschaft Gföhl übte die Landgerichtsbarkeit aus, die Herrschaft Rastenberg besorgte die Konskription und hatte die Grundherrschaft inne.
Mit der Aufhebung der Grundherrschaften wurde der Ort 1849 eine Katastralgemeinde der Ortsgemeinde Niedernondorf. Zu dieser zählten auch noch das Dorf Gutenbrunn.
Laut Adressbuch von Österreich waren im Jahr 1938 in Wiesenreith ein Binder, eine Gemischtwarenhändlerin, eine Käserei, ein Schneider, eine Schneiderin sowie ein Landwirt ansässig.
Am 1. Jänner 1968 wurde die Katastralgemeinde als Teil der Gemeinde Niedernondorf dann ein Teil der Gemeinde Waldhausen.

## Siedlungsentwicklung
Zum Jahreswechsel 1979/1980 befanden sich in der Katastralgemeinde Wiesenreith insgesamt 46 Bauflächen mit 22.543 m² und 46 Gärten auf 40.488 m², 1989/1990 gab es 48 Bauflächen. 1999/2000 war die Zahl der Bauflächen auf 126 angewachsen und 2009/2010 bestanden 47 Gebäude auf 115 Bauflächen.

## Bodennutzung
Die Katastralgemeinde ist landwirtschaftlich geprägt. 198 Hektar wurden zum Jahreswechsel 1979/1980 landwirtschaftlich genutzt und 97 Hektar waren forstwirtschaftlich geführte Waldflächen. 1999/2000 wurde auf 189 Hektar Landwirtschaft betrieben und 105 Hektar waren als forstwirtschaftlich genutzte Flächen ausgewiesen. Ende 2018 waren 177 Hektar als landwirtschaftliche Flächen genutzt und Forstwirtschaft wurde auf 110 Hektar betrieben. Die durchschnittliche Bodenklimazahl von Wiesenreith beträgt 23,2 (Stand 2010).

## Persönlichkeiten
- Christoph Freiherr von Stiebar (1753–1824), Kreishauptmann im Viertel ober dem Manhartsberg